# Cham-e Borzū
Cham-e Borzū (persiska: چم برزو, چَم بُرزو, چَمِ بُرزو) är en ort i Iran.   Den ligger i provinsen Lorestan, i den västra delen av landet, 500 km sydväst om huvudstaden Teheran. Cham-e Borzū ligger 696 meter över havet och antalet invånare är 410.
Terrängen runt Cham-e Borzū är huvudsakligen kuperad, men åt nordväst är den bergig. Cham-e Borzū ligger nere i en dal. Runt Cham-e Borzū är det ganska glesbefolkat, med 43 invånare per kvadratkilometer. Närmaste större samhälle är Badreh, 14,3 km söder om Cham-e Borzū. Omgivningarna runt Cham-e Borzū är i huvudsak ett öppet busklandskap.